# Cyrilla megaphylla
Cyrilla megaphylla är en tvåhjärtbladig växtart som beskrevs av Berazaín. Cyrilla megaphylla ingår i släktet Cyrilla och familjen Cyrillaceae. Inga underarter finns listade i Catalogue of Life.